# Radunia
Radunia ( tysk: Radaune; Kashubian Reduniô) er en flod i Pomerelles i det polske voivodskab Pommern.
Den har sit udspring i Radaune-søen (Jezioro Raduńskie Górne) eller Stendsitz-søen (Jezioro Stężyckie) nær Stężyca (Stendsitz) i centrum af det kasjubiske Schweiz. Forskere er af den opfattelse, at det preussiske navn er afledt af "raudas": rødlig (jf. lettisk "rauda": roach). Det preussiske navn Raudune stammer fra 1316, mens flodnavnet optræder i pommerske dokumenter som Raduna allerede i 1212.
Radaune løber ud i Motława nær landsbyen Krępiec (Krampitz), som igen løber ud i Wisła nær Gdańsk (Danzig). Radaune er 103,2 km lang, og har et afvandingsområde på 837 km². Højdeforskellen fra udspringet til udmundingen er 162 m. Blandt byerne ved floden er Żukowo (Zuckau) og Pruszcz Gdański (Praust), en by med cirka 22.000 indbyggere.
Radaune-kanalen (Kanał Raduni), blev bygget i det 14. århundrede for at forsyne Gdańsk med vand. Den forgrener sig fra floden nær byen Praust, fører direkte til Gdańsk og drev indtil 1945 den store mølle og flere andre virksomheder i Gdańsks gamle bydel. Efter at have løbet i en bue rundt i byen og den gamle bydel, løber den ind i Motława mod nord .
Mellem 1910 og 1937 blev der bygget otte vandkraftværker på Radaune; deres samlede præstation er 14 MW.
Langs en del af floden med en længde på ca. 6  km blev Jar Rzeki Raduni Naturreservat grundlagt med et areal på 84,24 ha.